# Lokalbahn Dermulo–Mendel
Koordinaten: 46° 26′ 8,3″ N, 11° 8′ 26,4″ O
| |                     |                                        |                 |
| Streckenlänge: | 23,549 km           |                                        |                 |
| Spurweite: | 1000 mm (Meterspur) |                                        |                 |
| Stromsystem: | 800 V =             |                                        |                 |
| Maximale Neigung: | 80 ‰                |                                        |                 |
| Minimaler Radius: | 40 m                |                                        |                 |
| Streckengeschwindigkeit: | 25 km/h             |                                        |                 |
| |                     |                                        |                 |
| \| \| \| von Trient \| \| \| \| 0,000 \| Dermulo \| 548 m s.l.m. \| \| \| \| nach Mezzana \| \| \| \| 0,750 \| Coredo \| 570 m s.l.m. \| \| \| 3,40 \| Rio San Romedio \| Rio San Romedio \| \| \| 3,941 \| Sanzeno \| 642 m s.l.m. \| \| \| 5,494 \| Casez \| 703 m s.l.m. \| \| \| 7,070 \| Malgolo \| 797 m s.l.m. \| \| \| 10,051 \| S. Bartolomeo \| 955 m s.l.m. \| \| \| 10,484 \| Romeno \| 952 m s.l.m. \| \| \| 12,510 \| Cavareno Fermata \| 966 m s.l.m. \| \| \| 12,980 \| Cavareno Stazione \| 968 m s.l.m. \| \| \| 13,595 \| Sarnonico \| 970 m s.l.m. \| \| \| 15,530 \| Fondo \| 994 m s.l.m. \| \| \| 15,820 \| Malosco \| 1009 m s.l.m. \| \| \| 17,607 \| Belvedere \| 1129 m s.l.m. \| \| \| 20,841 \| Ruffrè \| 1210 m s.l.m. \| \| \| 21,00 \| Tunnel (43 m) \| Tunnel (43 m) \| \| \| 22,520 \| Tre Ville \| 1307 m s.l.m. \| \| \| 23,230 \| Hôtel Mendola \| 1349 m s.l.m. \| \| \| 23,549 \| Mendel \| 1357 m s.l.m. \| \| \| \| Übergang zur Mendelbahn nach St. Anton \| \| |                     |                                        |                 |
| Strecke |                     | von Trient                             | von Trient      |
| Bahnhof | 0,000               | Dermulo                                | 548 m s.l.m.    |
| Abzweig ehemals geradeaus und nach links |                     | nach Mezzana                           | nach Mezzana    |
| Haltepunkt / Haltestelle (Strecke außer Betrieb) | 0,750               | Coredo                                 | 570 m s.l.m.    |
| Brücke über Wasserlauf (Strecke außer Betrieb) | 3,40                | Rio San Romedio                        | Rio San Romedio |
| Bahnhof (Strecke außer Betrieb) | 3,941               | Sanzeno                                | 642 m s.l.m.    |
| Haltepunkt / Haltestelle (Strecke außer Betrieb) | 5,494               | Casez                                  | 703 m s.l.m.    |
| Haltepunkt / Haltestelle (Strecke außer Betrieb) | 7,070               | Malgolo                                | 797 m s.l.m.    |
| Haltepunkt / Haltestelle (Strecke außer Betrieb) | 10,051              | S. Bartolomeo                          | 955 m s.l.m.    |
| Bahnhof (Strecke außer Betrieb) | 10,484              | Romeno                                 | 952 m s.l.m.    |
| Haltepunkt / Haltestelle (Strecke außer Betrieb) | 12,510              | Cavareno Fermata                       | 966 m s.l.m.    |
| Bahnhof (Strecke außer Betrieb) | 12,980              | Cavareno Stazione                      | 968 m s.l.m.    |
| Haltepunkt / Haltestelle (Strecke außer Betrieb) | 13,595              | Sarnonico                              | 970 m s.l.m.    |
| Bahnhof (Strecke außer Betrieb) | 15,530              | Fondo                                  | 994 m s.l.m.    |
| Haltepunkt / Haltestelle (Strecke außer Betrieb) | 15,820              | Malosco                                | 1009 m s.l.m.   |
| Haltepunkt / Haltestelle (Strecke außer Betrieb) | 17,607              | Belvedere                              | 1129 m s.l.m.   |
| Haltepunkt / Haltestelle (Strecke außer Betrieb) | 20,841              | Ruffrè                                 | 1210 m s.l.m.   |
| Tunnel (Strecke außer Betrieb) | 21,00               | Tunnel (43 m)                          | Tunnel (43 m)   |
| Haltepunkt / Haltestelle (Strecke außer Betrieb) | 22,520              | Tre Ville                              | 1307 m s.l.m.   |
| Haltepunkt / Haltestelle (Strecke außer Betrieb) | 23,230              | Hôtel Mendola                          | 1349 m s.l.m.   |
| Kopfbahnhof Streckenende (Strecke außer Betrieb) | 23,549              | Mendel                                 | 1357 m s.l.m.   |
| |                     | Übergang zur Mendelbahn nach St. Anton |                 |

Die Lokalbahn Dermulo–Mendel, auch Nonsbergbahn oder Mendelpaßbahn (italienisch: Ferrovia Elettrica dell’Alta Anaunia, abgekürzt auch FEAA) war eine 23,549 Kilometer lange schmalspurige Lokalbahn, welche vom heute in der Provinz Trient liegenden Bahnhof Dermulo, der an der ebenfalls schmalspurigen Nonstalbahn liegt, über Fondo zum Mendelkamm fuhr, wo Anschluss zur Mendelbahn bestand.

## Streckenverlauf

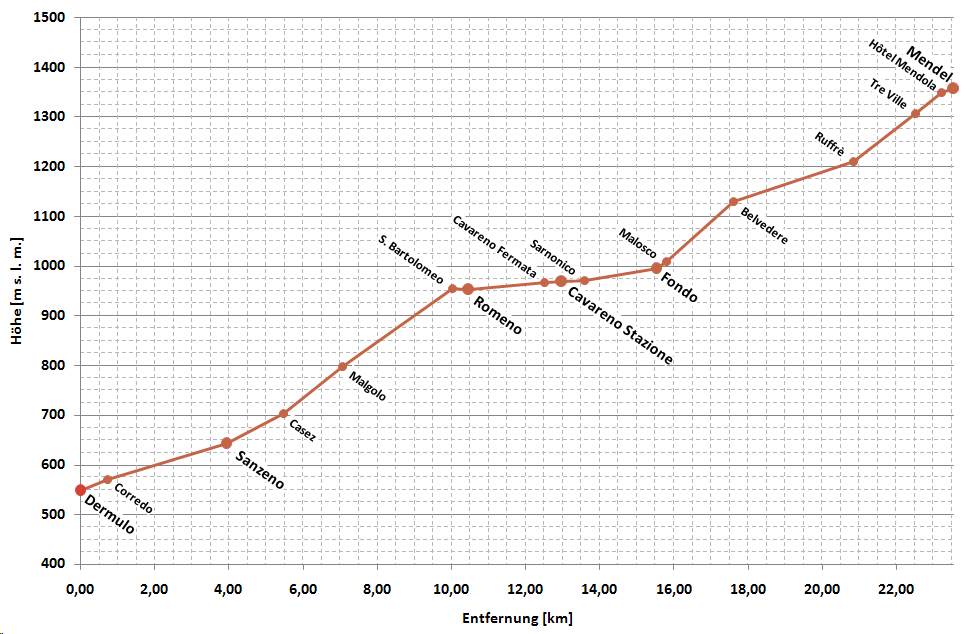
Vereinfachtes Höhenprofil der Strecke

Gleich nach dem Bahnhof Dermulo verlief die Bahn auf eigener Trasse in etwa auf der heutigen Strecke der Straße nach Fondo. Der dortige Bahnhof – der größte der Strecke – beherbergte die Betriebsleitung und die Werkstätten. Dieser untere Streckenabschnitt war maximal 70 ‰ steil und ganzjährig in Betrieb.
Unmittelbar nach Verlassen des Bahnhofes Fondo änderte die Strecke durch eine steile und scharfe 180 Grad-Kehre von nur 40 m Radius die Richtung und führte über die Orte Malsoco und Ruffré zum Mendelpass hinauf. Dieser obere Streckenabschnitt – teilweise betrug die Steigung hier bis zu 82 ‰ – wurde nur in der Sommersaison bedient und wies zudem den mit 43 Metern Länge einzigen Tunnel der Strecke auf.
Der Streckenendpunkt befand sich in der auf dem Mendelpass befindlichen Ortschaft in unmittelbarer Nähe der Bergstation der Mendelbahn.
Die durchschnittliche Steigung betrug 47 ‰. Die Beiwagen wurden aus Sicherheitsgründen im oberen Streckenabschnitt von den Triebwagen geschoben.

## Geschichte
Erste Planungen für eine Bahn gab es bereits kurz nach der Eröffnung der Mendelbahn im Jahr 1903, die Trassenrevision fand im Frühjahr 1905 statt. Die Bahnstrecke erhielt ihre Konzession im Jahre 1906 erteilt, veröffentlicht im Reichsgesetzblatt Nr. 244/1906. Konzessionsnehmer war die Banca Cattolica Trentina registrierte Genossenschaft mit beschränkter Haftung mit Sitz in Trient. Eine Erstreckung der Konzessionsfrist wurde im Reichsgesetzblatt Nr. 262/1908 veröffentlicht.
Baubeginn der Strecke war am 1. Juli 1907. Sie wurde in engem Zusammenhang mit der Nonstalbahn geplant und war dazu gedacht, auch die von letzterer abgelegenen Gebiete Richtung Gampenpass zeitgemäß zu erschließen. Dazu gab es bereits vor Eröffnung der Bahn mehrere, allerdings nie ausgeführte Planungen einer Verlängerung.

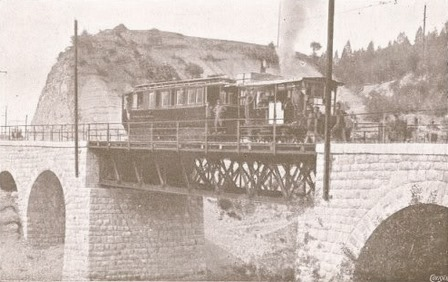
Transport mit Generatorwagen

Im Frühjahr 1909 war die Bahnstrecke weitgehend fertiggestellt. Nachdem die Fahrleitungsanlage der Nonstalbahn bei Lieferung der Fahrzeuge noch nicht montiert war, wurde für den Transport auf eigener Achse kurzerhand zwei 70 PS starke Stromaggregate auf einem Güterwagen montiert. Ein Transport der 23 Tonnen schweren und in drei Teile zerlegten Triebwagen mittels Maultierfuhrwerken scheiterte.
Aufgrund der großen Steigung im oberen Abschnitt achtete die k.k. Eisenbahnbehörde bei den umfassenden Probefahrten im Juni 1909 sehr genau auf die Fahr- und Bremsleistungen der Triebwagen. Man war allerdings mit den Ergebnissen nicht zufrieden, so dass mehrmals Änderungen der Bremsanlage vorgenommen werden mussten. Dadurch kam es zu einer Verzögerung der Betriebseröffnung und Überschreitung der Baukosten, welche schlussendlich 4.200.000 Kronen betrugen, über eineinhalb Millionen mehr als ursprünglich veranschlagt. Am 1. September 1909 wurde die F.E.A.A. schließlich unter strengen behördlichen Auflagen feierlich eröffnet, einen Monat vor der Nonstalbahn.
Die Konzessionsnehmerin erhielt das Recht zur Gründung einer Aktiengesellschaft und gründete am 18. Jänner 1910 die Actiengesellschaft der elektrischen Lokaleisenbahn der Alta Anaunia (italienisch Ferrovia elettrica locale dell’Alta Anaunia).
Durch die Führung bis zur Mendel ergab sich für die Touristen die Möglichkeit, eine Rundfahrt über den Mendelpass zu machen. Dazu fuhr man von Bozen aus mit der Überetscher Bahn zur Mendelbahn, von dort mit der Dermulo-Fondo-Mendel-Bahn bis Dermulo, weiter mit der Nonstalbahn nach Trient und hier mit der Brennerbahn zurück nach Bozen. Auch eine Verbindung von Bozen nach Madonna di Campiglio über die Mendel wurde durch die Bahn ermöglicht.
Aufgrund der wenig befriedigenden Fahrzeuge sah sich die F.E.A.A. gezwungen, 1910 zwei größere Triebwagen nach Schweizer Vorbild nachzubestellen, was die finanziell ohnehin nicht besonders starke Gesellschaft Zeit ihres Bestehens belasten sollte. Diese neuen Fahrzeuge bewährten sich allerdings vollkommen.
1910 war der schwelende Nationalitätenkonflikt Österreich-Ungarns auch auf der F.E.A.A. zu spüren, die Lackierung der Höhenmesser in den Farben der italienischen Trikolore gab Anlass zu Kritik von Tiroler Nationalisten. Diese forderten ein Ende der „Verwelschung“ der Mendel und einen Boykott der italienischen Minderheit dominierten Lokalbahn. 1911 traten Motorführer und Schaffner der Bahn aufgrund ihrer lediglich provisorischen Anstellung in Streik, worauf diese kurzfristig durch technische Beamte ersetzt wurden.
Im Jahr 1910 konnten 3.911 Kronen eingenommen werden, im Jahr darauf beförderte die F.E.A.A. insgesamt 2.840 Personen und 251 Tonnen Güter, die Einnahmen betrugen 4.071 Kronen. Allerdings zwang die weiterhin klamme finanzielle Lage der Bahngesellschaft bereits 1912 zu einer weiteren Tariferhöhung. Die Einnahmen konnten in diesem Jahr auf 12.872 Kronen gesteigert werden.

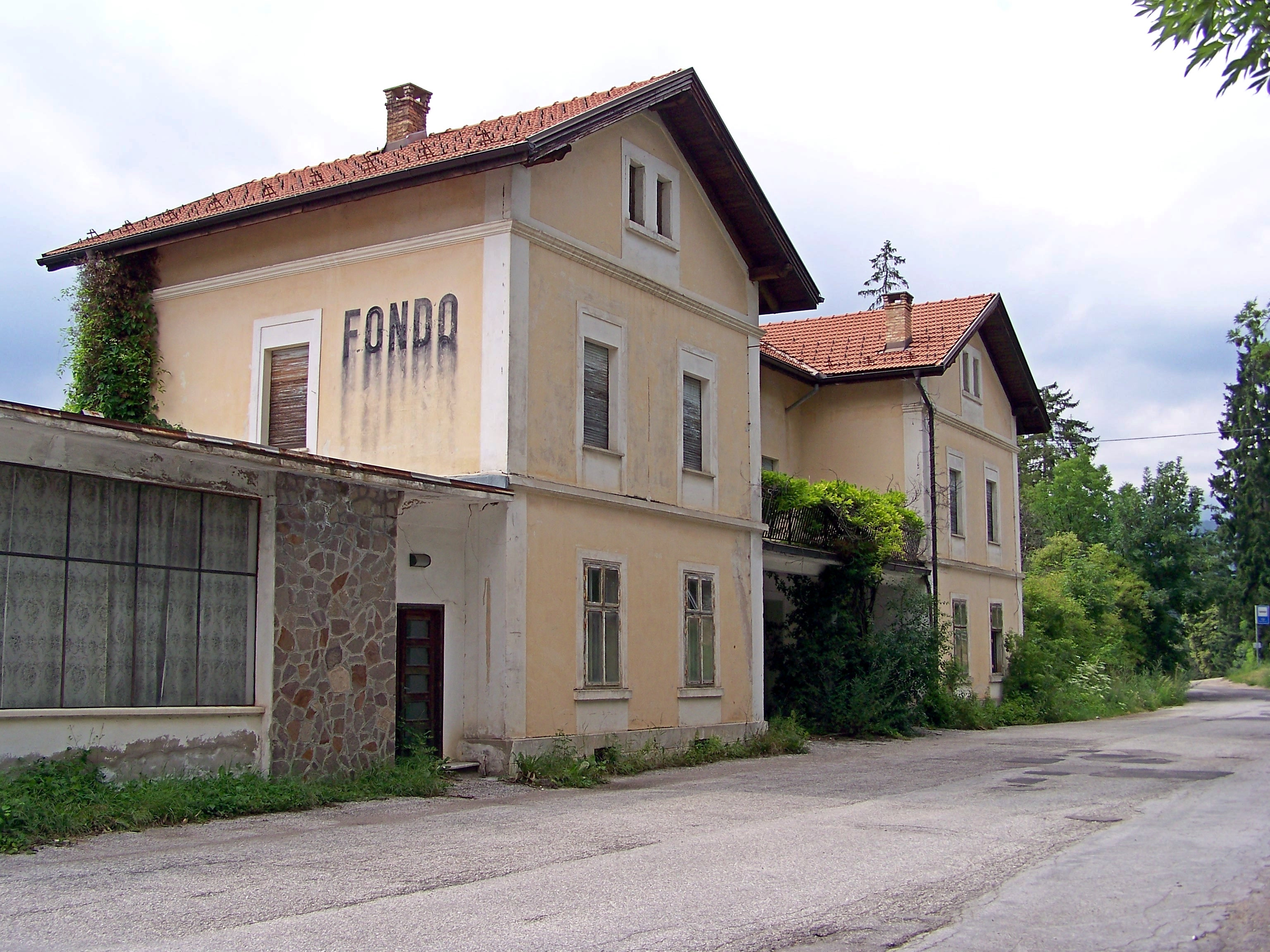
Ehemaliges Empfangsgebäude von Fondo vor Bau der neuen Feuerwache (2011)

Die Fahrzeit auf der Gesamtstrecke betrug durchschnittlich eine Stunde und 40 Minuten. Es wurden in der Sommersaison acht tägliche Zugspaare geführt, davon sechs durchgehende. Im Winter verkehrten täglich vier Zugspaare zwischen Dermulo und Fondo. Im Sommer des Jahres 1915 übernahm die Lokalbahn die gesamte Postbeförderung auf die Mendel.
Infolge der durch den Krieg ausbleibenden Touristen stieg die Verschuldung der F.E.A.A. auf über 228.000 Kronen im Jahr 1918. Nach dem Ersten Weltkrieg und dem Untergang der k.u.k Monarchie verlor die Mendel ihren Reiz als Reiseziel und die Bahnstrecke gelangte ins Hintertreffen. Aufgrund des aufkommenden Automobilverkehrs wurde der Betrieb wie bei vielen anderen kleinen Bergbahnen bereits sehr früh zum 1. Februar 1934 eingestellt und bis heute von Autobussen übernommen. Teile des Rollmaterials kamen danach zur Rittner Bahn.
Im Ort Fondo steht nach wie vor das Empfangsgebäude der F.E.A.A. und wird als Busbahnhof verwendet. Auch weitere Bahnhofsbauten im unteren Streckenbereich sind in etwas veränderter Form noch vorhanden. Die ehemalige Trasse wurde für den Bau oder die Verbreiterung bestehender Straßen verwendet.

## Fahrzeuge
Alle Fahrzeuge dieser Bahn wurden von der Nesselsdorfer Waggonfabrik in Mähren hergestellt.
Die Triebwagen waren aufgrund der großen Steigung mit einer Magnetschienenbremse Bauart Westinghouse ausgerüstet, die ihre Betriebsspannung sowohl durch die Fahrleitung als auch eine mitgeführte Batterie beziehen konnte. Als Betriebsbremse dienten die elektrischen Widerstandsbremse sowie die Hardy-Vakuumbremse. Die Höchstgeschwindigkeit betrug berg- wie talwärts 25 km/h, in großen Steigungen wurde auf 10 und in den Ortsdurchfahrten auf 8 km/h reduziert. Zur Überwachung der Geschwindigkeit diente ein Tachometer von Hasler Bern System Tel.

### Triebwagen 101 bis 103
Die Bahn nahm ihren Betrieb 1909 mit drei vierachsigen Triebwagen mit den Nummern 101 bis 103 auf. Die Fahrzeuge glichen den Wagen der Stubaitalbahn und waren jeweils 11,5 Meter über Puffer lang, die Breite betrug 2,4 Meter. Die beiden zweiachsigen Drehgestelle besaßen einen Achsstand von zwei Metern und waren im Mittel 5,5 Meter voneinander entfernt. Die Fahrzeuge waren insgesamt 3,42 Meter hoch und wogen leer 23 Tonnen. Ein Triebwagen war als reines Personenfahrzeug gebaut und bot Platz für 40 Reisende I. und III. Klasse, zwei Fahrzeuge boten neben Sitzplätzen für 8 Fahrgäste I. und 16 Fahrgäste III. Klasse auch ein Gepäckabteil. Die elektrische Ausrüstung stammte von der Vereinigten Elektrizitätsgesellschaft vorm. B. Egger in Wien und umfasste neben Lyrabügeln, Widerständen und zwei Fahrschaltern vier je 55 PS starke Tatzlagermotoren. Die Zahnradübersetzung betrug 1:5,05. Die Motoren waren in Kreuzschaltung angeordnet, jeweils der erste und dritte sowie zweite und vierte Motor waren untereinander parallel geschaltet und die so entstandenen Motorgruppen konnten jeweils parallel oder in Serie geschaltet werden.

### Triebwagen 104 und 105

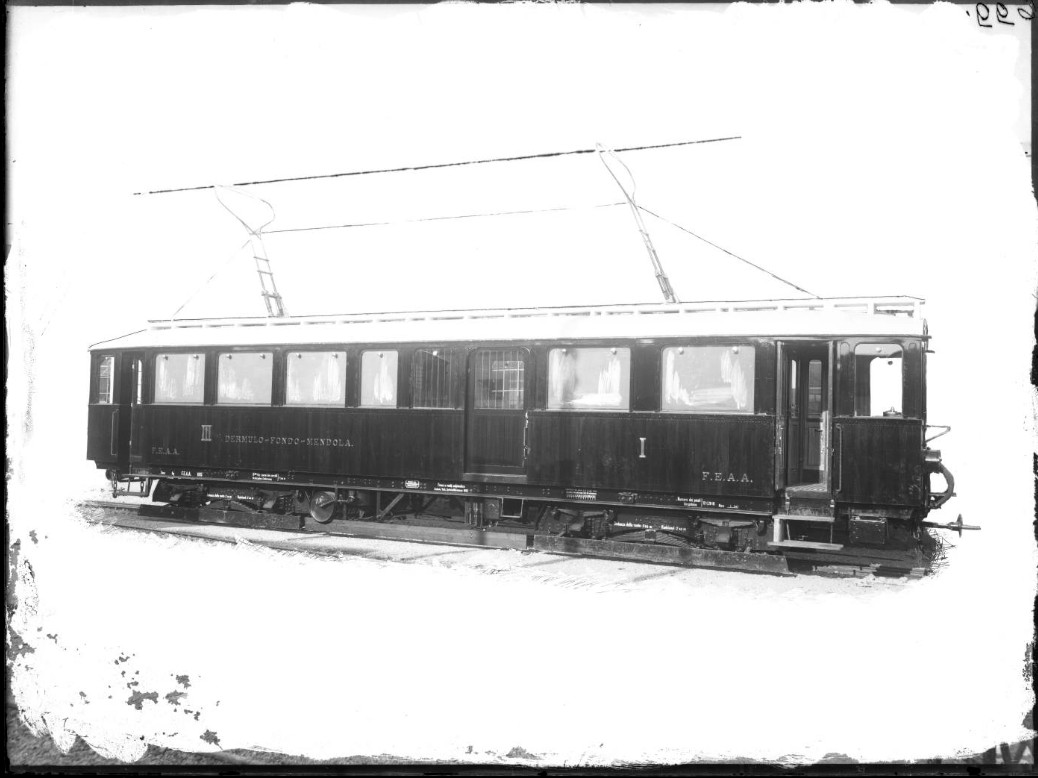
Werkfoto des Triebwagens 105 im Jahr 1909

Diese 1910 nachgelieferten vierachsigen Triebwagen entsprachen – für Österreich-Ungarn eher untypisch – Schweizer Vorbildern und glichen in Dimensionen und Aussehen weitestgehend den, allerdings erst 1911 abgelieferten BCFe 4/4 Nr. 21 bis 23 der Berninabahn-Gesellschaft. Ebenso stammte die elektrische Ausrüstung dieser beiden Wagen analog den Bernina-Triebwagen von der Schweizer Firma Alioth aus Münchenstein bei Basel. Sie umfasste neben zwei Lyrabügeln, Widerständen und Fahrschaltern vier jeweils 70 PS starke Tatzlagermotoren. Die Triebwagen waren jeweils 14,66 Meter lang sowie 2,40 Meter breit, die Höhe betrug 3,41 Meter. Der hölzerne, mit Teakholz verkleidete Wagenkasten trug Aufschriften in Metalllettern und war in zwei Personen- und ein dazwischen gelegenes Gepäckabteil unterteilt. Die Fahrzeuge boten 12 Sitzplätze I. sowie 28 Sitzplätze III. Klasse.
Der Triebwagen 105 kam nach der Betriebseinstellung der F.E.A.A. zur Rittner Bahn, wo er heute noch verkehrt. Im Zuge von Umbauten wurden die ehemals vorhandenen Übergangstüren an den Fronten sowie die Schiebetüren des Gepäckabteils verschlossen und der Wagen erhielt ein weißes Fensterband. Zudem wurden zwei Motoren entfernt, Achsfolge nunmehr (A1)(1A). Technisch sowie von der Ausstattung her befindet sich der „Alioth“ noch weitgehend im Originalzustand. Er ist das einzige historische Fahrzeug der Rittner Bahn mit Vakuumbremse und Signalhorn.

### Beiwagen

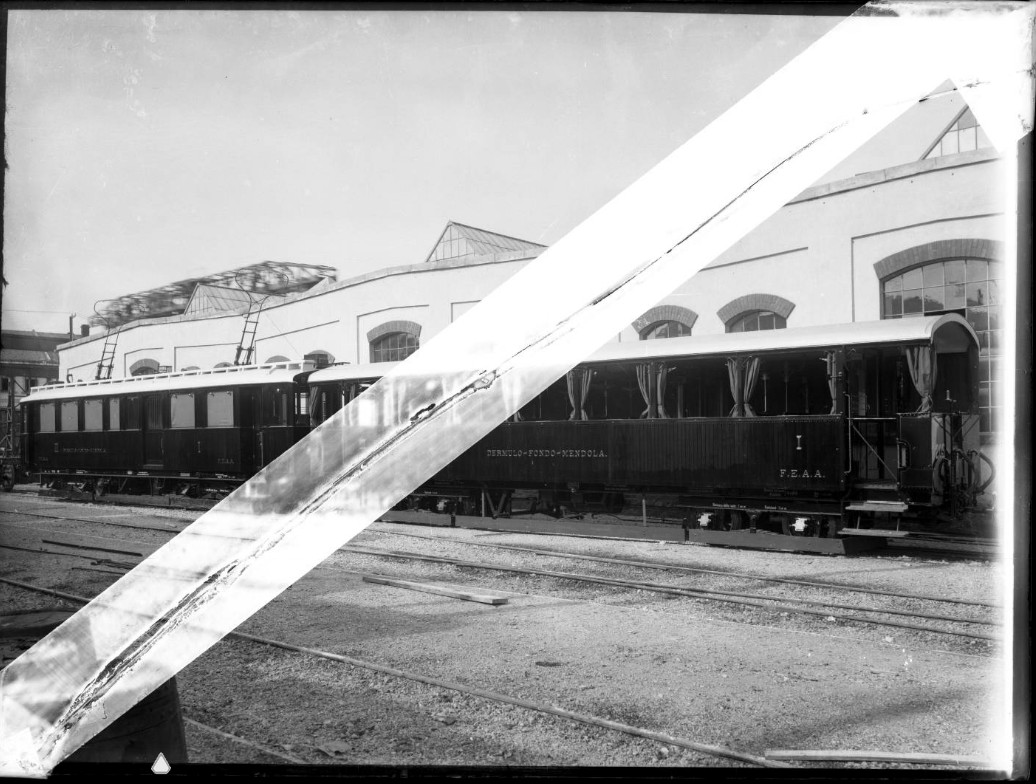
Werkfoto von Triebwagen und Sommerwagen (1909)

Zu den vierachsigen Triebwagen wurden drei zweiachsige Beiwagen mit offenen Plattformen geliefert, welche die Betriebsnummern 201 bis 203 erhielten. Diese waren 8 Meter lang, 5,4 Tonnen schwer und boten 24 Sitzplätze. 1909 wurden zwei elegante vierachsige Sommerwagen mit den Nummern 204 und 205 angeschafft, diese waren 10,6 Tonnen schwer und boten 56 Sitzplätze.

### Güterwagen

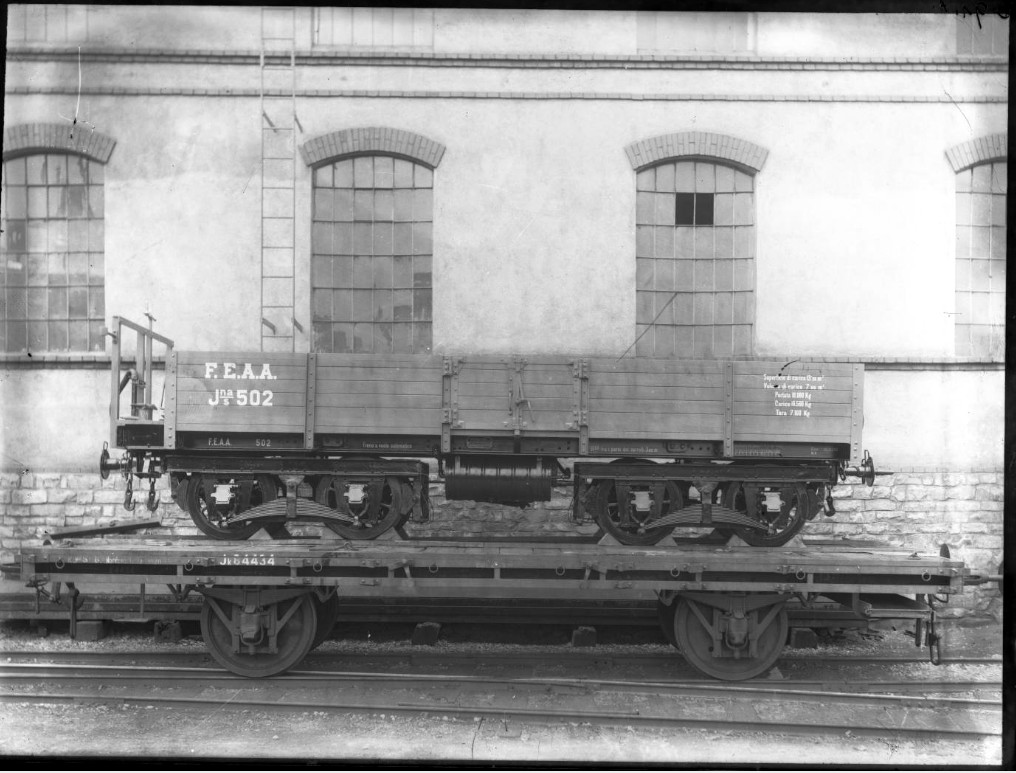
Werkfoto Güterwagen Jna/s 502

Es waren insgesamt fünf offene und fünf geschlossene zweiachsige sowie zwei offene vierachsige Güterwagen im Einsatz. Die vierachsigen Güterwagen Reihe Jna/s wurden auch für den Langholztransport genutzt.

### Fahrzeugübersicht

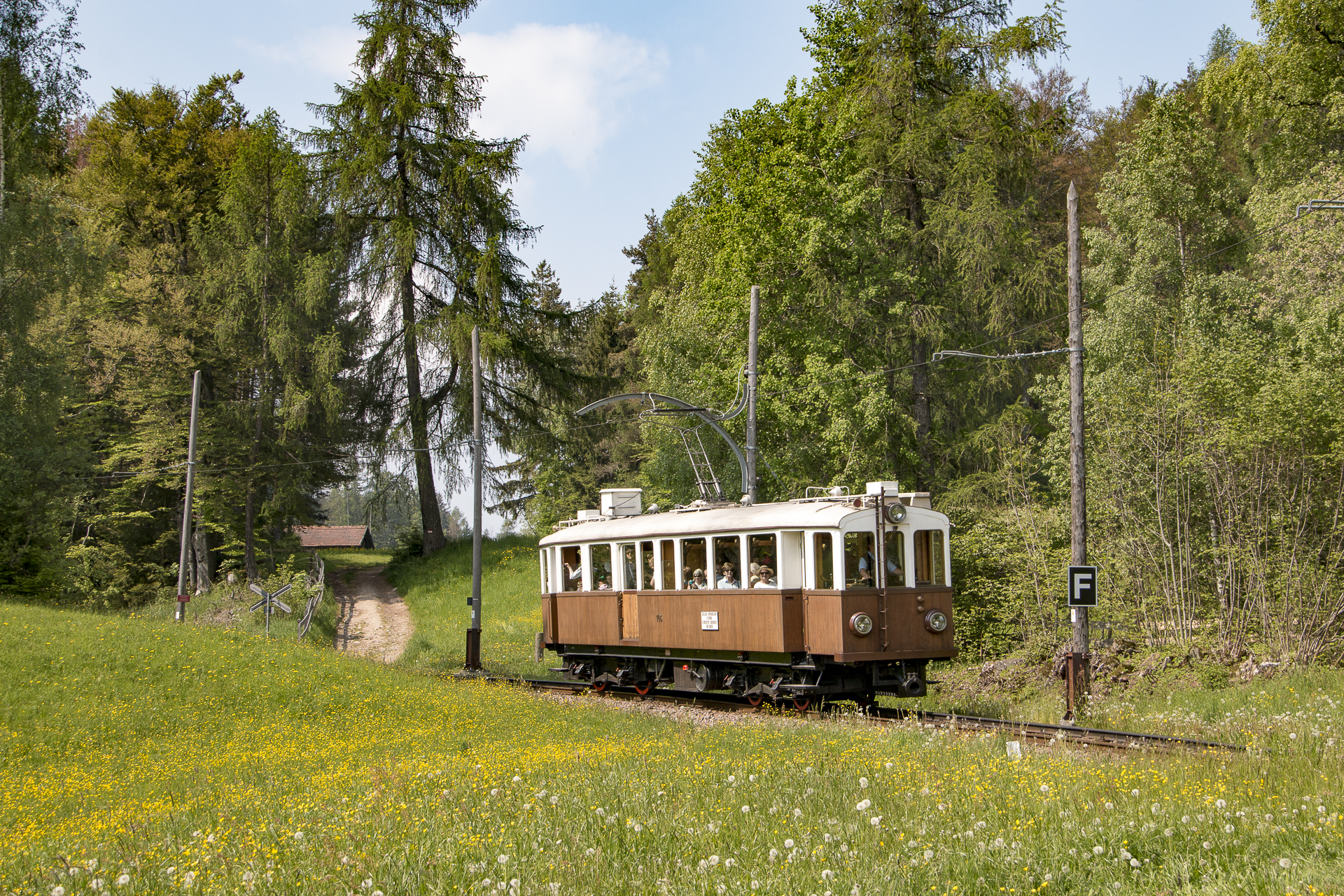
Triebwagen 105 auf der Rittner Bahn

Im erhaltenen und digitalisierten Firmenarchiv der Nesselsdorfer Wagenbau-Fabriks-Gesellschaft finden sich Originalfotos die auf dem Gelände dieses Unternehmens aufgenommen wurden (siehe die hier veröffentlichten Werkfotos).
| Personentriebwagen    |                      |             |        |                     |        |
| --------------------- | -------------------- | ----------- | ------ | ------------------- | ------ |
| Hersteller u. Baujahr | elektrischer Teil    | Bezeichnung | Nummer | weiterer Verbleib   |        |
| Nesselsdorf 1909      | V.E.A.G. Wien        |             | 101    |                     | a 1934 |
| Nesselsdorf 1909      | V.E.A.G. Wien        |             | 102    |                     | a 1934 |
| Nesselsdorf 1909      | V.E.A.G. Wien        |             | 103    |                     | a 1934 |
| Nesselsdorf 1910      | Alioth, Münchenstein |             | 104    |                     |        |
| Nesselsdorf 1910      | Alioth, Münchenstein |             | 105    | 1934> Rittner Bahn  |        |
| Personenbeiwagen      |                      |             |        |                     |        |
|                       |                      | Bezeichnung | Nummer | weiterer Verbleib   |        |
| Nesselsdorf 1909      |                      |             | 201    |                     |        |
| Nesselsdorf 1909      |                      |             | 202    |                     |        |
| Nesselsdorf 1909      |                      |             | 203    |                     |        |
| Nesselsdorf 1910      |                      |             | 204    | 1937> Fleimstalbahn |        |
| Nesselsdorf 1910      |                      |             | 205    | 1937> Fleimstalbahn |        |
| Güterwagen            |                      |             |        |                     |        |
| Hersteller            |                      | Bezeichnung | Nummer | weiterer Verbleib   |        |
| Nesselsdorf 1909      |                      | G/s         | 301    |                     |        |
| Nesselsdorf 1909      |                      | G/s         | 302    |                     |        |
| Nesselsdorf 1909      |                      | G/s         | 303    |                     |        |
| Nesselsdorf 1909      |                      | G/s         | 304    |                     |        |
| Nesselsdorf 1909      |                      | G/s         | 305    |                     |        |
| Nesselsdorf 1909      |                      | Jk/s        | 401    | > Rittner Bahn      |        |
| Nesselsdorf 1909      |                      | Jk/s        | 402    |                     |        |
| Nesselsdorf 1909      |                      | Jk/s        | 403    |                     |        |
| Nesselsdorf 1909      |                      | Jk/s        | 404    |                     |        |
| Nesselsdorf 1910      |                      | Jk/s        | 405    |                     |        |
| Nesselsdorf 1910      |                      | Jna/s       | 501    |                     |        |
| Nesselsdorf 1910      |                      | Jna/s       | 502    |                     |        |
| Nesselsdorf 1910      |                      | Jna/s       | 503    |                     |        |